# 阿河畔瓦夫朗
阿河畔瓦夫朗（法語：Wavrans-sur-l'Aa，法語發音：[wavʁɑ̃ syʁ la]）是法国上法蘭西大區加来海峡省的一个市镇，属于圣奥梅尔区。

## 地理
阿河畔瓦夫朗（50°40'59"N, 2°8'12"E）面积11.48 平方千米，位于法国上法蘭西大區加来海峡省，该省份为法国北部沿海省份，西北濒北海，南至索姆省，东临北部省。
与阿河畔瓦夫朗接壤的市镇（或旧市镇、城区）包括：兰布尔、埃尔讷、埃凯尔德、梅尔克圣列万、乌沃维尔坎、勒米伊维尔坎、维姆。
阿河畔瓦夫朗的时区为UTC+01:00、UTC+02:00（夏令时）。

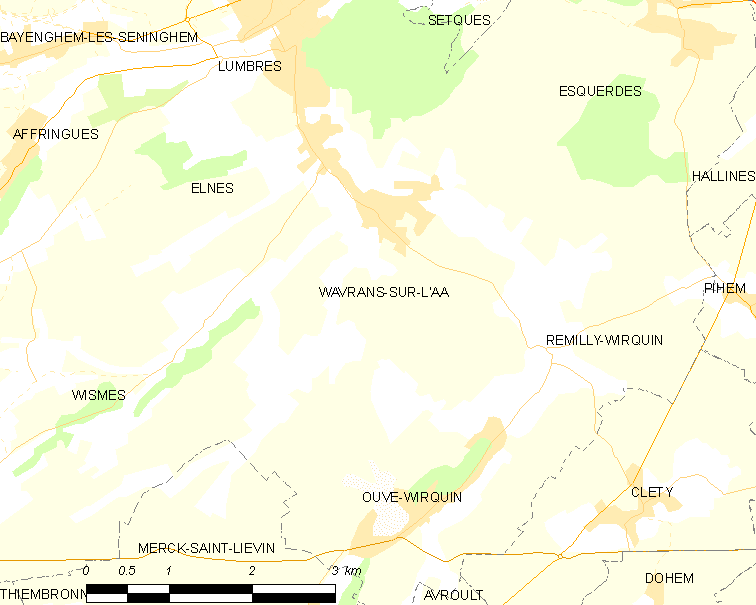
阿河畔瓦夫朗的OSM定位图

## 行政
阿河畔瓦夫朗的邮政编码为62380，INSEE市镇编码为62882。

## 政治
阿河畔瓦夫朗所属的省级选区为兰布尔县。

## 人口

1962-2008年间阿河畔瓦夫朗人口变化图示

阿河畔瓦夫朗于2022年1月1日时的人口数量为1211人。